# Goniogryllus yunnanensis
Goniogryllus yunnanensis är en insektsart som beskrevs av Xie, L. och X. Ou 2005. Goniogryllus yunnanensis ingår i släktet Goniogryllus och familjen syrsor. Inga underarter finns listade i Catalogue of Life.